# Heptapterus mustelinus
Heptapterus mustelinus és una espècie de peix de la família dels heptaptèrids i de l'ordre dels siluriformes.

## Morfologia
- Els mascles poden assolir 20,9 cm de longitud total.[4][5]

## Hàbitat
És un peix d'aigua dolça i de clima subtropical (18 °C-24 °C).

## Distribució geogràfica
Es troba a Sud-amèrica: conques dels rius Uruguai i Riu de La Plata, i conques fluvials costaneres del sud del Brasil.